# John Holroyd-Reece
John Holroyd-Reece (* 30. April 1897 in München; † 7. März 1969) war ein britischer Verleger, Diplomat und Übersetzer.

## Leben
John Holroyd-Reece (eigentlich Johann Hermann Rieß) wurde als Sohn eines Privatgelehrten geboren. Dessen Namen anglisierte der Sohn („Holroyd-Reece, which patronym was corrupted from the original Teutonic Riesz“). Die Mutter war eine Engländerin, die in den Niederlanden aufwuchs. Er wurde an den Privatschulen Stancliffe Hall, Matlock, Repton und am King’s College der University of Cambridge ausgebildet.
Nach dem Ausbruch des Ersten Weltkrieges war Holroyd-Reece als Angehöriger der Dorset Yeomanry, 5. Kavallerie-Brigade und 5. Kavallerie-Division von 1915 bis 1919 in Ägypten stationiert. 1918 wurde Holroyd-Reece zum Militärgouverneur von Zahl und Moallaka ernannt. 1920 wurde er offizieller Experte für Collotypie beim ersten internationalen Schlichtungstribunal.
Ende 1924 war Holroyd-Reece an der Gründung des kunstwissenschaftlichen Pantheon Verlags (Pantheon Casa Editrice) in Florenz beteiligt. 1927 gründete er den in Paris niedergelassenen Verlag Pegasus Press. Seit 1930 gab dieser die Albatross Continental Library heraus, die sich darauf spezialisierte englischsprachige Bücher auf dem europäischen Kontinent zu vermarkten. Der deutsche Ableger der Firma hatte seinen Sitz in Hamburg. Während dieser Zeit entwickelte Holroyd-Reece ein neues Buchformat das in etwa den heutigen Paperbacks entspricht – in seinen Abmessungen war es etwas höher und dafür weniger breit als die zuvor üblichen Buchformate. Im Oktober 1934 übernahm Holroyd-Reece den mit Pegasus konkurrierenden Verlag Tauchnitz in Leipzig. Nach dem Zweiten Weltkrieg widmete Holroyd-Reece sich dem Wiederaufbau seiner Verlage.
Victor Gollancz beschrieb Holroyd-Reece 1968 als „eine der herausragenden Genieerscheinungen unserer Zeit“ („one of the outstanding geniuses of our time“). Ein anderer Beobachter nannte ihn einen „verwegenen“ (swashbuckling) Geschäftsmann.

## Werke als Übersetzer
- Gyula Andrássy: Diplomacy and the War, 1921.
- Julius Meier-Graefe: Degas, 1923.
- Julius Meier-Graefe: The Spanish Journey, 1927.
- Julius Meier Graefe: Vincent Van Gogh. A Biographical Study, 1933.